# Silla (Spanyolország)
Silla község Spanyolországban, Valencia tartományban. Silla Valencia, Albal, Alcàsser, Almussafes, Beniparrell, Picassent és Sollana községekkel határos. Lakosainak száma 20 117 fő (2024).

## Népesség
A település népessége az utóbbi években az alábbiak szerint változott:
| Lakosok száma | 15 635 | 16 358 | 18 597 | 18 979 | 19 058 | 18 644 | 18 440 | 18 771 | 19 298 | 20 117 |
|               | 2001   | 2004   | 2007   | 2009   | 2012   | 2014   | 2017   | 2019   | 2022   | 2024   |